# Parathalestris jacksoni
Parathalestris jacksoni is een eenoogkreeftjessoort uit de familie van de Thalestridae. De wetenschappelijke naam van de soort is voor het eerst geldig gepubliceerd in 1899 door Thomas Scott.